# Магута, Сергей Михайлович
Сергей Михайлович Магута (род. 8 декабря 1958 г.) — советский и российский дипломат.

## Биография
Окончил международно-правовой факультет Московского государственного института международных отношений (МГИМО) МИД СССР (1981). Владеет английским, немецким и французским языками. На дипломатической работе с 1981 года.
Занимал различные должности в центральном аппарате Министерства иностранных дел и за рубежом:
- 1981—1987 гг. — атташе Посольства СССР в ФРГ;
- 1992—1996 гг. — второй секретарь Посольства России в ФРГ;
- 1999—2003 гг. — первый секретарь, советник Посольства России в Швейцарии;
- 2006—2011 гг. — советник-посланник Посольства России в Швейцарии;
- 2013—2016 гг. — старший советник Посольства России в ФРГ;
- июнь 2016—март 2024 гг.  — Генеральный консул Российской Федерации в Зальцбурге, Австрия.

На протяжении долгого времени работал в отделе Германии Третьего европейского департамента МИД России.
Был в числе дипломатов, сопровождавших процесс объединения Германии и вывода Западной группы войск из бывшей ГДР.

## Дипломатический ранг
Чрезвычайный и полномочный посланник 2 класса (17.06.2008 г.)